# Madhu

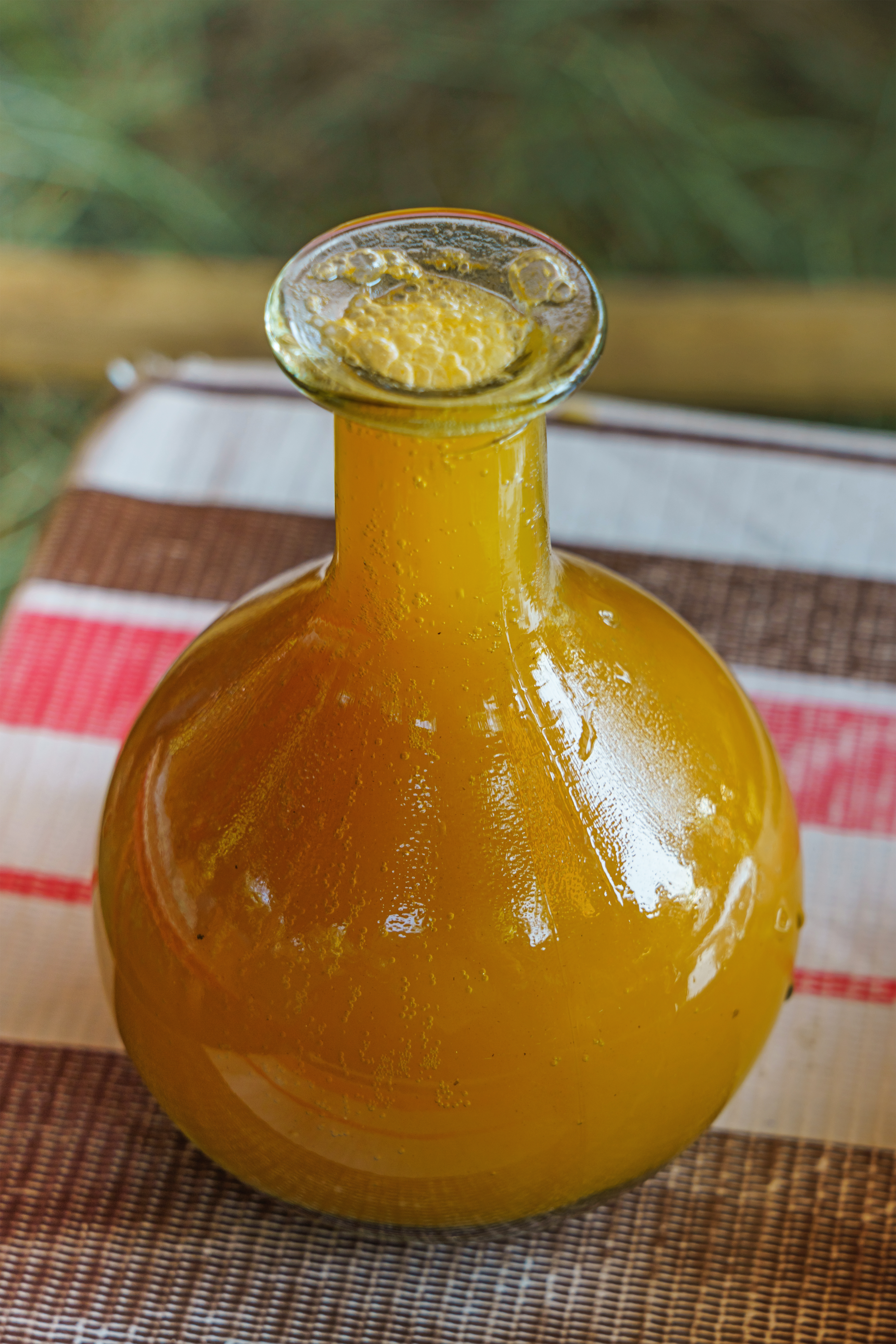
Una botella de vidrio de tej en un restaurante en el monasterio de Debre Mariam – Lago Tana cerca de Bahir Dar, Etiopía.

Madhu (en sánscrito: madhu) es una palabra utilizada en varios idiomas indoarios que significa miel o dulce. En última instancia, se deriva del protoindoeuropeo *médʰu, de donde proviene el inglés mead.

## Uso metafórico
Madhu se ha utilizado durante milenios desde el Rigveda (1500-1000 a. C.) en un sentido metafórico similar al del vino («wine») en inglés, por ejemplo, «el vino de la verdad» («the wine of truth»), y se emplea de esa manera en la literatura religiosa hindú. Por ejemplo, el Brihadaranyaka Upanishad, que se cree que se compuso en el primer milenio a. C. contiene un capítulo llamado Madhu Brahmana, y «la esencia secreta de los Vedas mismos, se llamó Madhu-vidya o "doctrina de la miel"».

## Opiniones diversas
Hay diferentes opiniones en torno a la palabra Madhu. Algunos eruditos fechan el uso metafórico de madhu en una época muy cercana a la composición inicial de los Vedas. Soma, la bebida sagrada compartida por los indo-iraníes (conocida como haoma en avéstico), a menudo se denomina metafóricamente madhu en los Vedas. Sin embargo, «el Avesta, que está bastante cerca del Veda con respecto a la terminología de Soma, no conoce la ecuación "Soma" = "madhu"».
En Rigveda 8.48.1 y Rigveda 8.48.3, en el libro de soma, soma se aborda y explica claramente como madhu.

## Uso en nombres
La forma derivada Madhur se usa como nombre hindú para hombres, y Madhu simplemente es un nombre común entre hombres, aunque ambos nombres pueden usarse para cualquier género. Madhuri es una variante femenina común de Madhur. La palabra madhur es una combinación de madhu (miel/dulce) y -r/-ra (similar o similar). Varios otros nombres están basados en la raíz madhu, como Madhukar, Madhusudhan, Madhulika y Madhubala.